# (36467) 2000 QV22
2000 QV22 (asteroide 36467) é um asteroide da cintura principal. Possui uma excentricidade de 0.10067090 e uma inclinação de 8.33615º.
Este asteroide foi descoberto no dia 25 de agosto de 2000 por LINEAR em Socorro.